# Емілі Сантос
Емілі Сантос (15 липня 2005) — панамська плавчиня.
Учасниця Олімпійських Ігор 2020 року, де в попередніх запливах на дистанції 100 метрів брасом посіла 35-те місце і не потрапила до півфіналів
.